# Vrăniuț, Caraș-Severin
Vrăniuț este un sat în comuna Răcășdia din județul Caraș-Severin, Banat, România.

## Legături externe

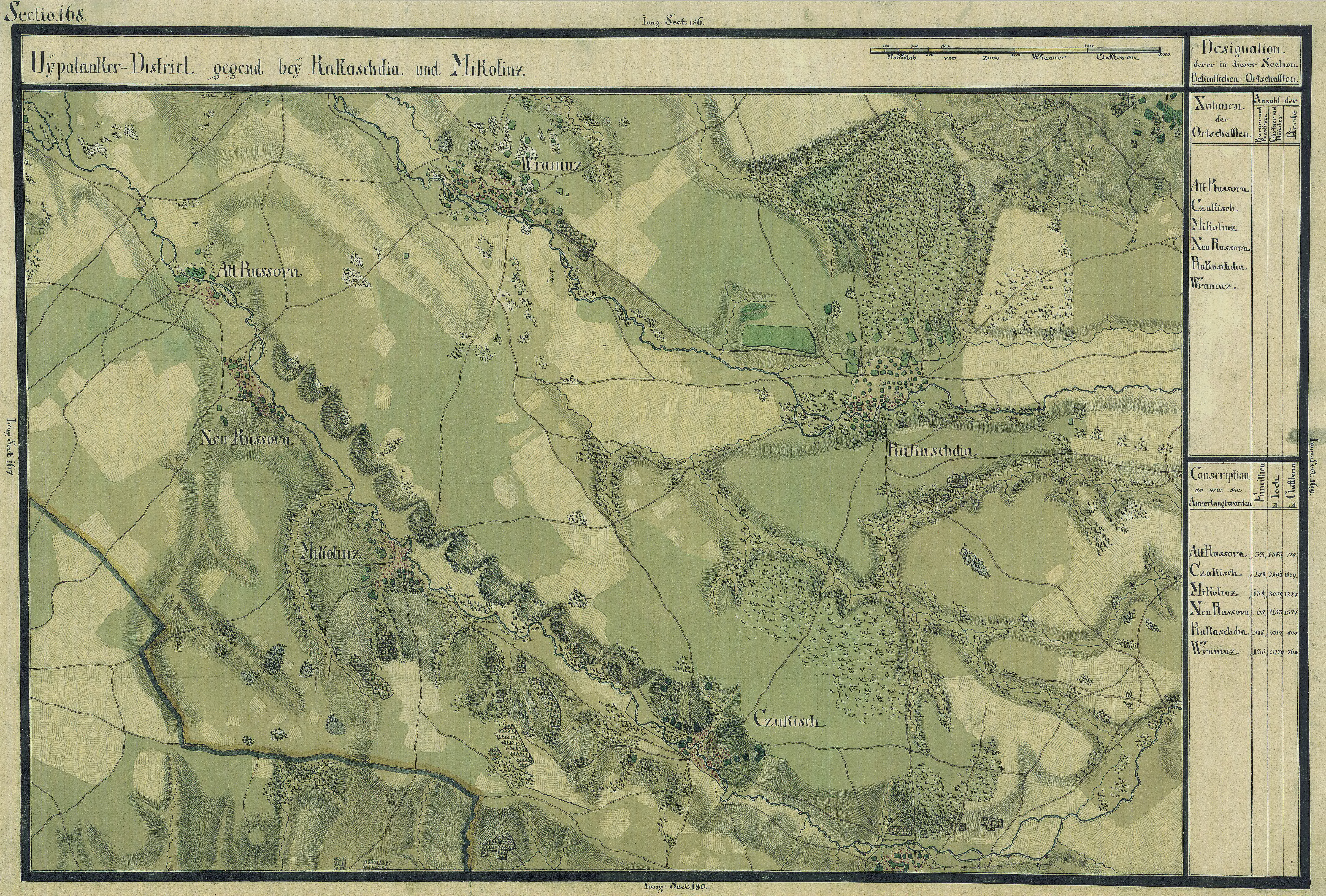
Vrăniuţ în Harta Iosefină a Banatului, 1769-72